# Kalani Hilliker
Kalani Brooke Hilliker (Mesa, Arizona; 23 de septiembre de 2000) es una bailarina, actriz y modelo estadounidense. Saltó a la fama en 2013 como concursante en la serie Lifetime Abby's Ultimate Dance Competition y, posteriormente, apareció en Dance Moms, convirtiéndose en un miembro del reparto regular en su cuarta temporada.

## Carrera
Kalani Hilliker ganó prominencia al protagonizar Lifetime's Dance Moms junto con su madre Kira Girard. En 2011, Hilliker formó parte del grupo de baile "AKsquared", primer ganador de la edición de Disney Make Your Mark: Ultimate Dance Off - Shake It Up. Ella y el grupo aparecieron en Shake It Up de Disney por ganar el concurso. A principios de 2013, Hilliker tuvo un pequeño papel en un episodio de la efímera serie de televisión ABC Family Bunheads. Protagonizó Lifetime's Dance Moms con Maddie Ziegler, JoJo Siwa, Mackenzie Ziegler, Brynn Rumfallo, Nia Frazier, Kendall K Vertes y Chloe Lukasiak.

## Filmografía
| Año       | Serie                             | Papel                   | Notas                                                                   |
| --------- | --------------------------------- | ----------------------- | ----------------------------------------------------------------------- |
| 2011      | Shake It Up                       | AKsquared               | Invitada 1 episodio, serie de TV Disney Channel                         |
| 2013      | Bunheads                          | Bailarina               | Invitada 1 episodio, serie de TV (sin acreditar)                        |
| 2013      | Abby's Ultimate Dance Competition | Ella misma              | Elenco principal, serie de telerrealidad (temporada 2)                  |
| 2014      | America's Got Talent              | Ella misma              | Invitada 1 episodio, programa de TV                                     |
| 2014–2017 | Dance Moms                        | Ella misma              | Elenco principal, serie de TV de telerrealidad Lifetime (temporada 4-7) |
| 2017      | Breaking Brooklyn                 | Bailarina contemporanea | Elenco secundario, película                                             |
| 2017      | Swiped                            | Ashlee Singer           | Elenco secundario, película                                             |
| 2018—2019 | Dirt                              | Sabrina                 | Elenco principal, serie de TV (20 episodios)                            |

### Videos Musicales
| Año  | Título                               | Artista                   | Rol                                                 |
| ---- | ------------------------------------ | ------------------------- | --------------------------------------------------- |
| 2014 | It's A Girl Party                    | Mack Z/ Mackenzie Ziegler | Elenco de apoyo                                     |
| 2015 | Turn Up The Track                    | MattyB                    | Elenco de apoyo                                     |
| 2015 | Wear 'Em Out                         | Kendall K Vertes          | Elenco de apoyo                                     |
| 2016 | Ease On Down The Boulevard           | Todrick Hall              | Elenco de apoyo                                     |
| 2016 | Dance Moms: Me Too                   | Meghan Trainor            | Elenco principal, junto con el elenco de Dance Moms |
| 2016 | Winner                               | Nia Sioux                 | Cameo                                               |
| 2016 | My Name                              | Mackenzie Sol             | Protagonista                                        |
| 2016 | Dance Moms: The Girl's Guide To Life | Ella misma                | miniserie de TV junto con el elenco de Dance Moms   |
| 2017 | Where Would I Be Without You         | Kendall K Vertes          | Elenco de apoyo                                     |

## Premios y nominaciones
| Año  | Premio                                        | Categoría                 | Resultado    |
| ---- | --------------------------------------------- | ------------------------- | ------------ |
| 2011 | The Dance Awards.com/ The Dance Awards        | Mejor bailarina mini      | 2° finalista |
| 2013 | The Dance Awards                              | Mejor bailarina junior    | Ganadora     |
| 2015 | Dancers Choice Awards (Industry Dance Awards) | Bailarina sub-17 favorita | Nominada     |
| 2015 | The Dance Awards                              | Mejor bailarina joven     | 2° finalista |
| 2016 | Teen Choice Awards                            | Bailarina elegida         | Nominada     |
| 2016 | The Dance Awards                              | Mejor bailarina joven     | 2° finalista |